# 馬可·喬科維奇
馬可·喬科維奇（塞尔维亚语：Марко Ђоковић / Marko Đoković，英语：Marko Djokovic，1991年8月20日—）是塞爾維亞的男子網球運動員，出生于南斯拉夫联邦贝尔格莱德市。他是诺瓦克·喬科維奇的弟弟，並且是诺瓦克·德约科维奇教练團隊的成员之一。

## 家庭
他是斯爾詹（Srdjan，科索沃出生）和狄亞娜（Dijana）之子，他在他們三個兄弟之中是排行中間，哥哥是著名網球選手諾瓦克·喬科維奇，他還有一個弟弟。

## 網球生涯

### 早期生涯
2006年，喬科維奇開始參加ITF級別巡迴賽。2007年7月，他參加克羅埃西亞公開賽，在會外賽第一輪被巴勃羅·安杜哈爾以6–1、6–2擊敗，他曾與哥哥諾瓦克參加雙打比賽，不過被愛德華·羅傑-瓦塞林與馬蒂厄·蒙考特擊敗。
喬科維奇曾在未來賽輸掉兩場比賽，在家鄉塞爾維亞诺威萨兩次輸給同胞薩薩·斯托吉薩耶維奇。2008年，他參加澳洲網球公開賽青少年比賽，在第一輪被克利福德·馬斯蘭以7–5、6–1所淘汰。
喬科維奇參加位於波德戈里察蒙特內哥羅公開賽，決賽擊敗柳普科·切萊比奇（Ljubomir Čelebić）2008年7月，喬科維奇收到克羅埃西亞公開賽外卡，不過被義大利籍弗朗切斯科·皮卡里（Francesco Piccari）擊敗。

### 職業生涯
2008年9月，他收到泰國網球公開賽外卡，開始參加ATP級別比賽，他在首輪被亞爾科·涅米寧以6–2、6–0所清盤淘汰。
2009年5月7日，喬科維奇與達科·馬扎諾維奇參加家鄉塞爾維亞公開賽的雙打比賽，首輪擊敗雙打高手丹尼爾·內斯特與內納德·齊莫尼奇，這是他在ATP級別比賽的第一勝。
2012年2月，喬科維奇收到ATP500級別比賽杜拜網球錦標賽外卡，不過在第一輪被安德烈·戈盧別夫以6–3、6–2淘汰。

## 外部連結
- 馬可·喬科維奇（英文/西班牙文）的官方資料
- 馬可·喬科維奇的國際網球總會 職業／青少年 官方資料（英文）
- 馬可·喬科維奇的官方資料（英文）